# استغلال جلسة

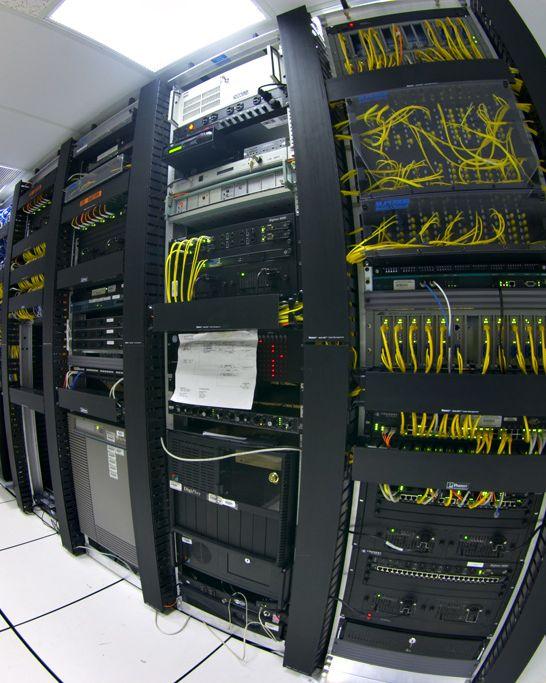

استغلال الجلسة هو سرقة المعلومات أو استفادة الخدمات المتاحة في نظام حاسوبي في أثناء جلسة تبادل المعلومات بين النظام والمستخدم. على وجه الخصوص، يتم استخدامه للإشارة إلى سرقة ملف تعريف ارتباط سحري يستخدم لإدخال مستخدم إلى ملقم بعيد. وله أهمية خاصة لمطوري الويب، حيث أن ملفات تعريف الارتباط المستخدمة للحفاظ على جلسة في العديد من مواقع الويب يمكن أن تسرق بسهولة من قبل مهاجم باستخدام جهاز كمبيوتر وسيط أو مع إمكانية الوصول إلى ملفات تعريف الارتباط المحفوظة على كمبيوتر الضحية.